# Pols (Tanz)
Pols ist ein norwegischer Volkstanz im 3/4-Takt, der besonders stark in der Gegend von Røros verbreitet ist und auch als Rørospols bezeichnet wird. Es wird angenommen, dass die Entstehung des Rørospols in Verbindung mit der Einwanderung in das Gebiet von Røros infolge der Entwicklung des Bergbaus im 17. Jahrhundert steht.
Rørospols wird als Paartanz getanzt und gliedert sich in mehrere Abschnitte, die in einer festen Reihenfolge aufeinander getanzt werden. Es folgen aufeinander: Grundschritt in offener Haltung, Linksdrehung (vrangsnu), „Korkenzieher“ (Frau dreht unter der Hand des Mannes), Grundschritt in geschlossener Haltung, Rechtsdrehung (rettsnu). Anschließend beginnt die Folge wieder vom Anfang. Im Grundschritt tritt der linke Fuß auf den ersten Schlag, und der rechte Fuß macht einen schleppenden Schritt auf den dritten Schlag des Taktes.